# Астли Бейкър Дейвис
„Астли Бейкър Дейвис“ (на английски: Astley Baker Davies) е английско анимационно студио със седалище в Лондон, Англия, първоначално собственост на директорите основатели Невил Астли, Марк Бейкър и Фил Дейвис. Това е продуцентската компания зад телевизионните сериали The Big Knights, „Прасето Пепа“ и Ben & Holly's Little Kingdom.